# Батнер, Александр Александрович
Александр Александрович Батнер (1902—1974) — секретарь Военной коллегии Верховного суда СССР, полковник юстиции (1945).

## Биография
В 30-е годы участвовал в многочисленных заседаниях ВК ВС СССР в качестве секретаря. На ноябрь 1937 г. — военюрист I ранга. 10.10.1940 г. старшему инспектору Военной коллегии Батнеру присвоено звание бригвоенюрист. В 1945 г. — полковник юстиции.
Будучи секретарем Военной коллегии Верховного Суда СССР, наряду с В. В. Ульрихом, И. Т. Никитченко и М. Г. Романычевым принимал активное участие в политических процессах над «врагами народа» в конце 1930-х гг.

## Награды
- орден Ленина
- орден Красной Звезды (20.08.1937) — за успешную работу по укреплению революционной законности и охране интересов государства
- орден Красного Знамени